# كأس الاتحاد الأسترالي 2017
كأس الاتحاد الأسترالي 2017 (بالإنجليزية: 2017 FFA Cup)‏ هو الموسم 4 من كأس الاتحاد الأسترالي. أقيم خلال الفترة 10 فبراير 2017 وحتى 21 نوفمبر 2017، وأشرف على تنظيمه اتحاد أستراليا لكرة القدم، وكان عدد الأندية المشاركة فيه 735، وفاز فيه سيدني إف سي.